# Paulette Fouillet
Paulette Fouillet (ur. 30 czerwca 1950, zm. 25 lipca 2015) – francuska judoczka.
Srebrna medalistka mistrzostw świata w 1980. Zdobyła sześć medali mistrzostw Europy w latach 1975 - 1980. Mistrzyni Francji w 1974, 1975, 1978 i 1980 roku.